# Distretto di Pariahuanca (Junín)
Il distretto di Pariahuanca è uno dei ventotto distretti della provincia di Huancayo, in Perù. Si trova nella regione di Junín e si estende su una superficie di  617,5 chilometri quadrati.